# Église du Rédempteur de Berlin-Rummelsbourg
L'église du Rédempteur (Erlöserkirche) est une église luthérienne-protestante de Berlin située à Victoriastadt (de) dans le quartier de Rummelsbourg et l'arrondissement de Lichtenberg. Cette église néogothique a été construite de 1890 à 1892.

## Historique

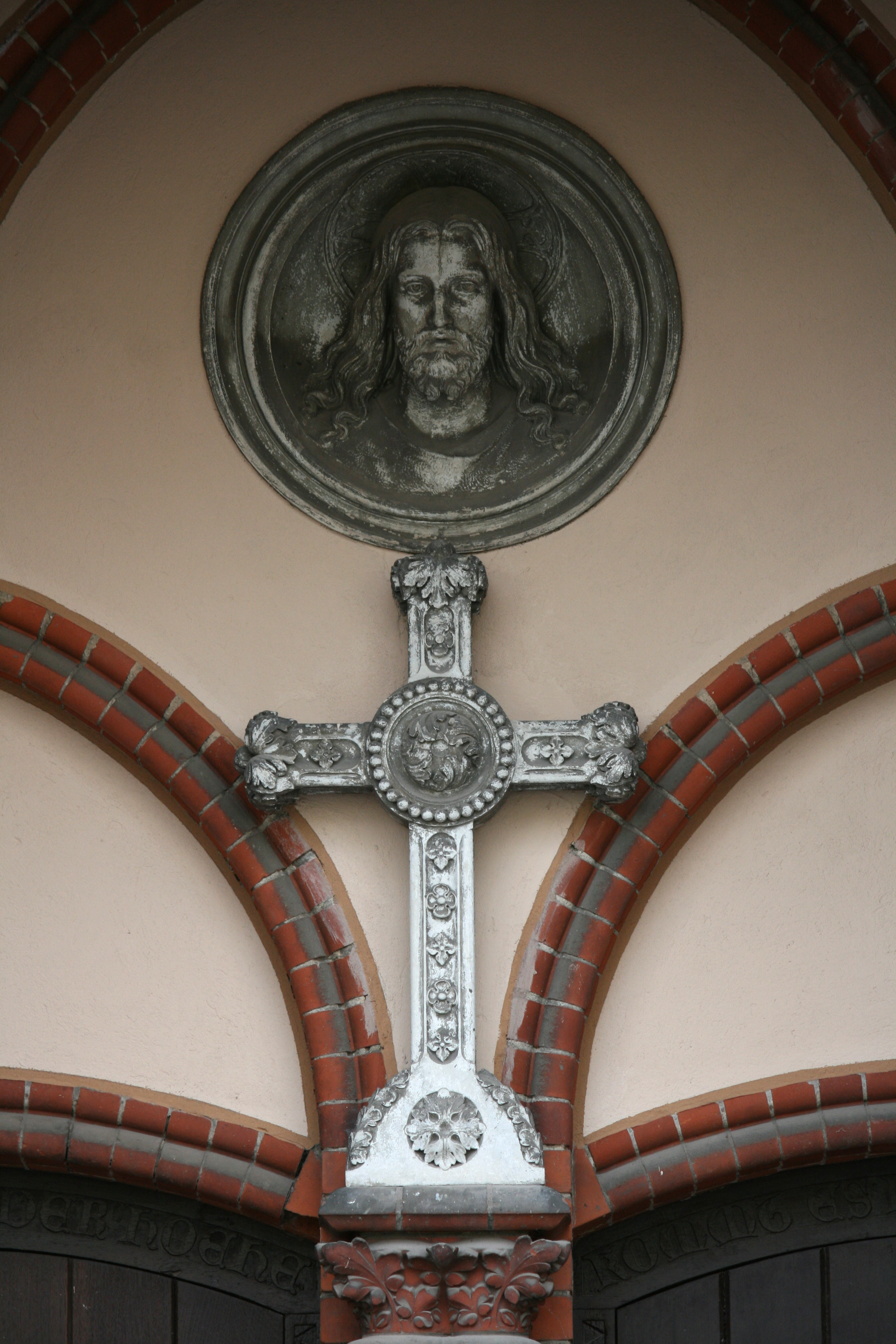
Croix et tête du Christ au-dessus du portail

L'église se situe sur un terrain de 2 000 m2 au no 43 de la Nöldnerstraße (qui à l'époque de la construction s'appelait la Prinz-Albert-Straße), où l'on trouve également la maison paroissiale et la maison du pasteur.
En 1889, l'endroit appartenait à la commune de Boxhagen-Rummelsbourg (de) (dont la Boxhagener Platz garde le souvenir)  qui faisait partie de l'arrondissement du Bas-Barnim (de). Elle a été intégrée à Berlin en 1938. Cette commune d'artisans et d'ouvriers était formée de l'ancien domaine seigneurial de Boxhagen, de la lande de Rummelsbourg, avec le lac du même nom, et du Lichtenberger Kietz, territoire de colonisation agricole depuis le XVIIIe siècle. À l'époque, il y avait onze mille habitants et la nécessité d'une paroisse indépendante se fait jour, car il n'y avait que deux petites chapelles. La paroisse est formée le 4 mai 1890 et l'impératrice Augusta-Victoria pose la première pierre de l'église ce même jour.
Les plans sont confiés aux architectes Conrad Wilhelm Hase et Max Spitta qui bâtissent pour 230 000 marks une église néogothique en briques dans le style du nord de l'Allemagne. Elle est consacrée le 21 octobre 1892. C'est la première église à être prête d'un programme de constructions de cinquante-deux églises dans tout le pays. L'empereur et son épouse viennent plusieurs fois s'y recueillir et l'on montre encore les deux sièges qui leur étaient réservés. La maison paroissiale est construite dans le même style l'année suivante, par Max Spitta. Elle abrite une soupe populaire, un centre de soins et une crèche (reconstruite en 1992).
L'église ne souffre que de dommages mineurs pendant la Seconde Guerre mondiale, elle fait partie ensuite de Berlin-Est. On remarque un monument aux morts de l'Armée rouge pendant la bataille de Berlin et le Front de l'Est à gauche du parvis. L'église du Rédempteur est spécialement gardée et surveillée par la police et les forces du ministère de la Sécurité d'État est-allemandes pendant les années 1980, alors que monte la contestation du régime communiste, de la part des milieux luthériens et pacifistes, qui culmine à l'automne 1989. L'église organise des prédications (comme celle du pasteur Günter Krusche pendant le Kirchentag de 1987), des conférences (comme celle de Christa Wolf en 1989) et des concerts de soutien.
L'église fait partie depuis 2001 des quatre lieux de prédication de la communauté paroissiale Paul-Gerhard de Berlin-Lichtenberg. Elle a été restaurée entre 2000 et 2007.

## Illustrations

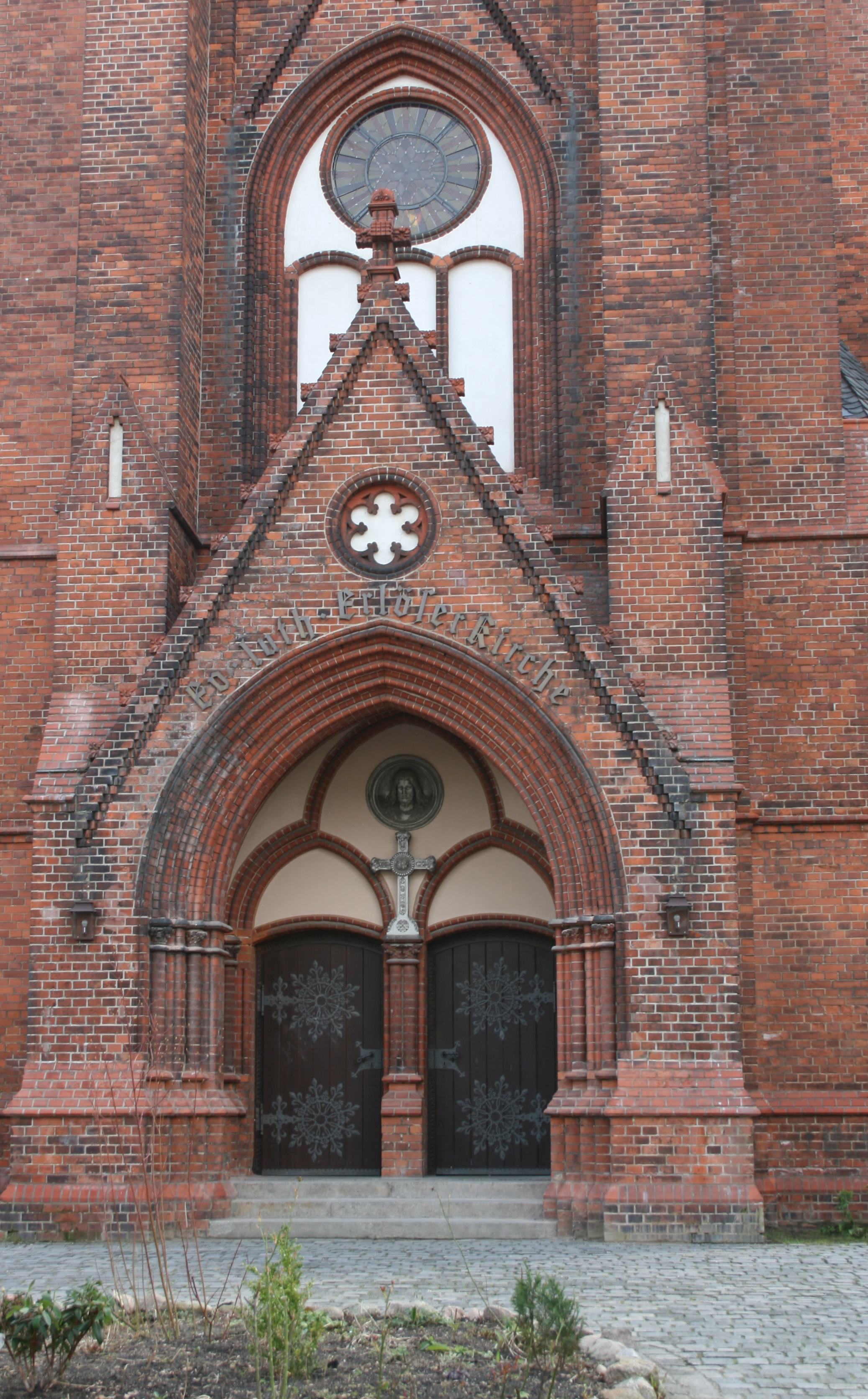
Vue du portail de l'église
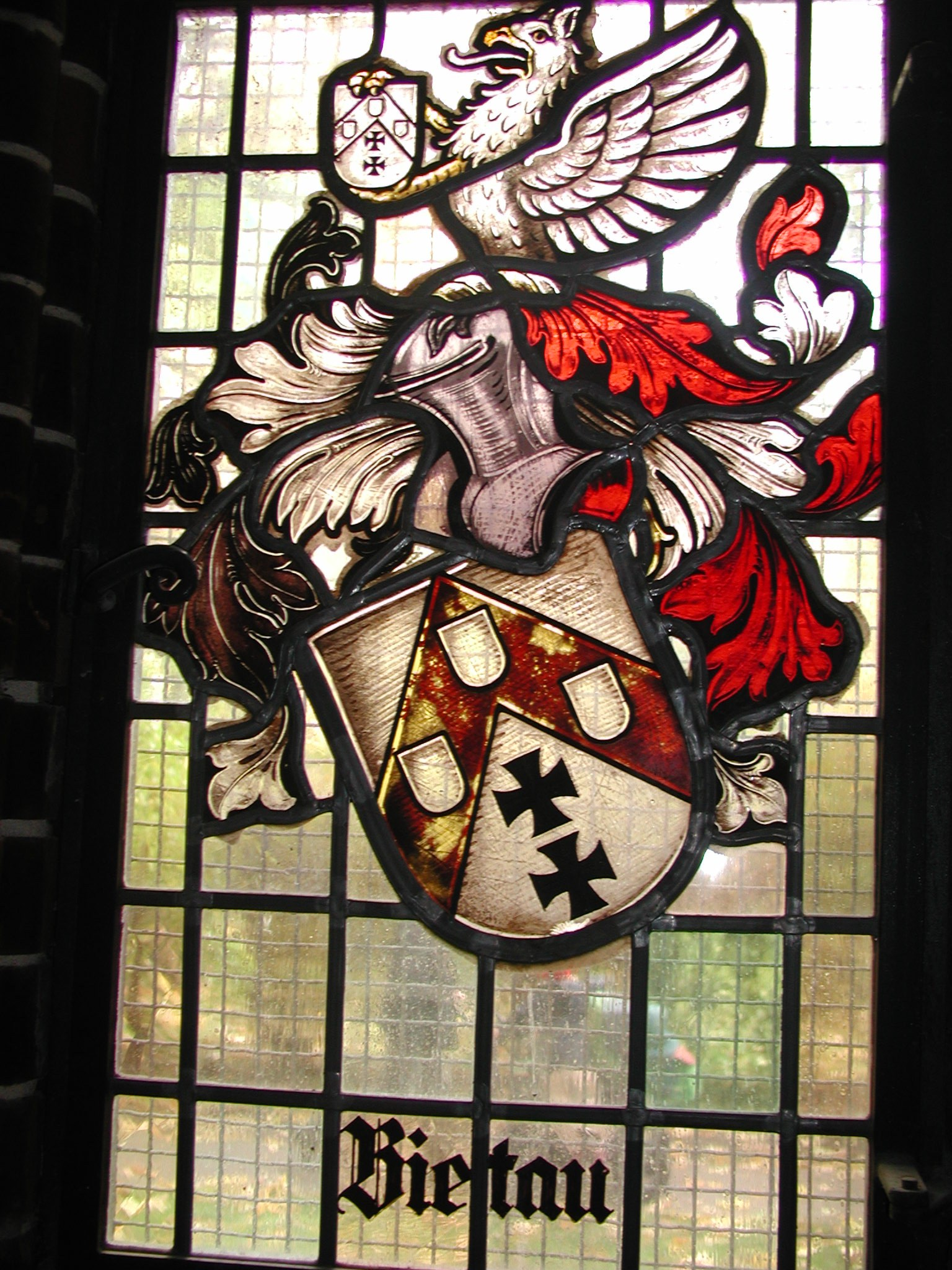
Vue de l'un des vitraux de l'église
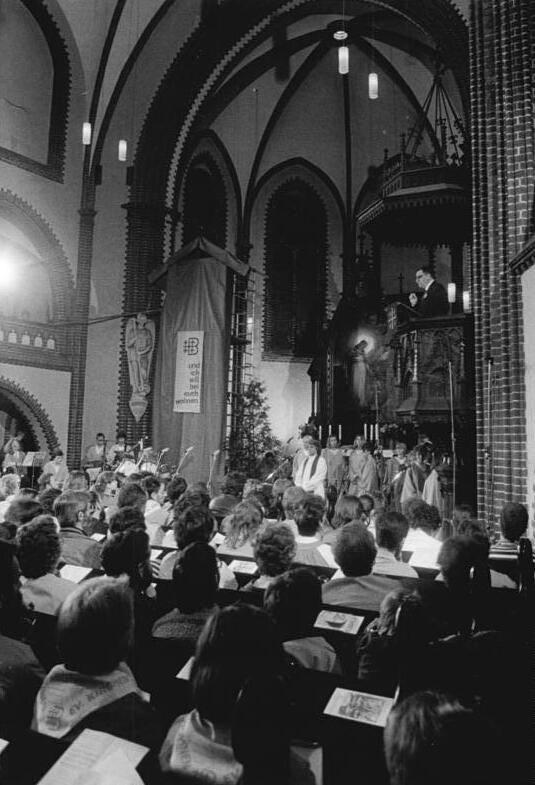
Prédication du pasteur Krutsche au Kirchentag de 1987
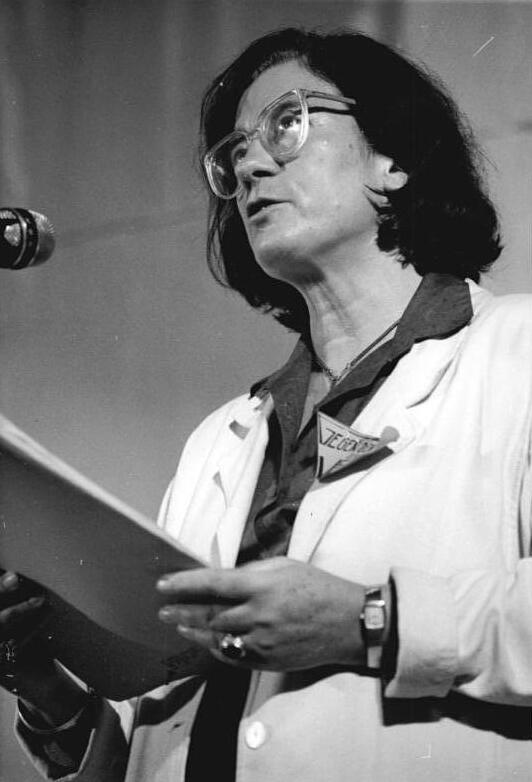
Discours de Christa Wolf à l'église en octobre 1989, « contre l'endormissement de la raison. »
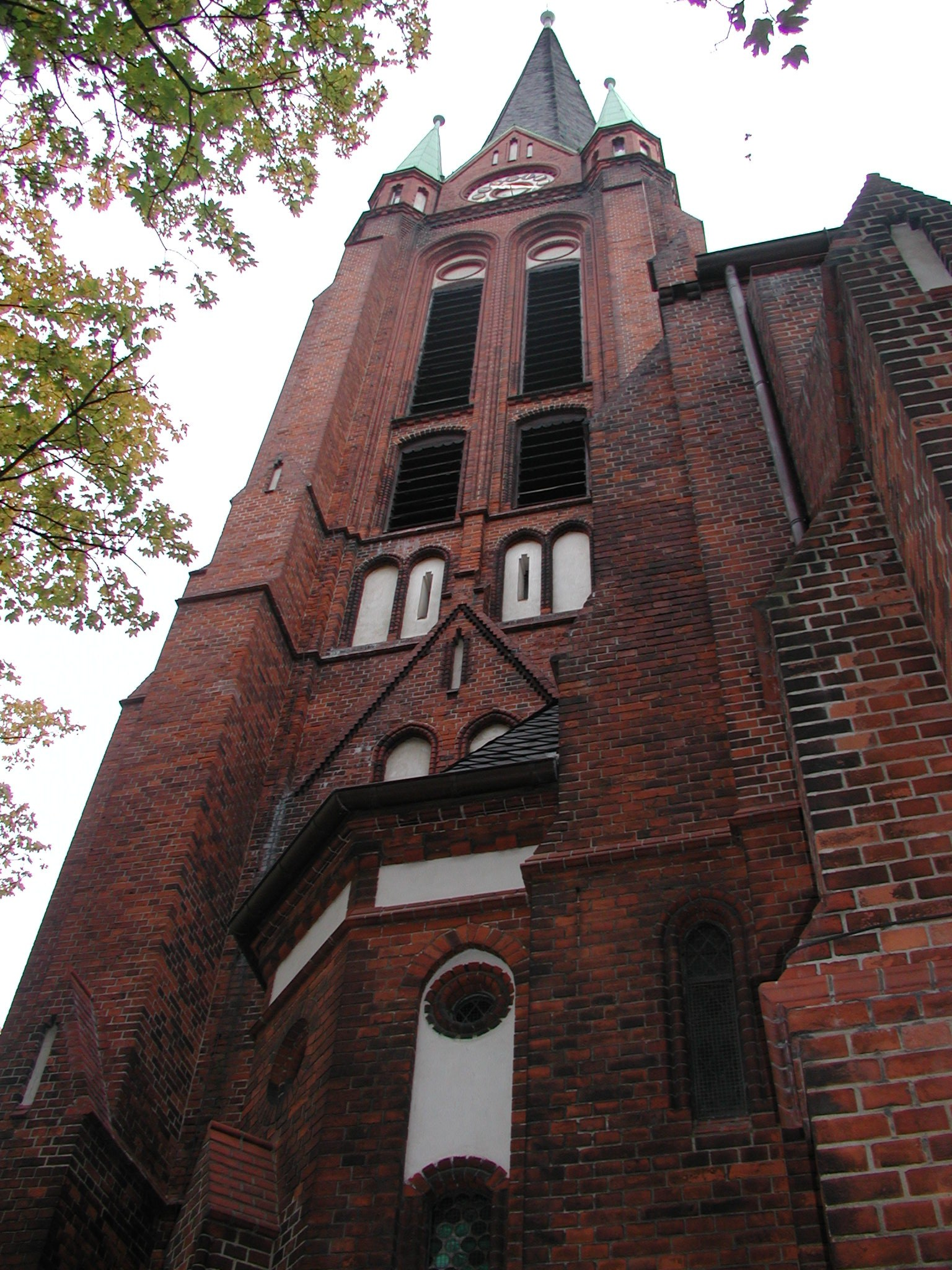
Vue du clocher
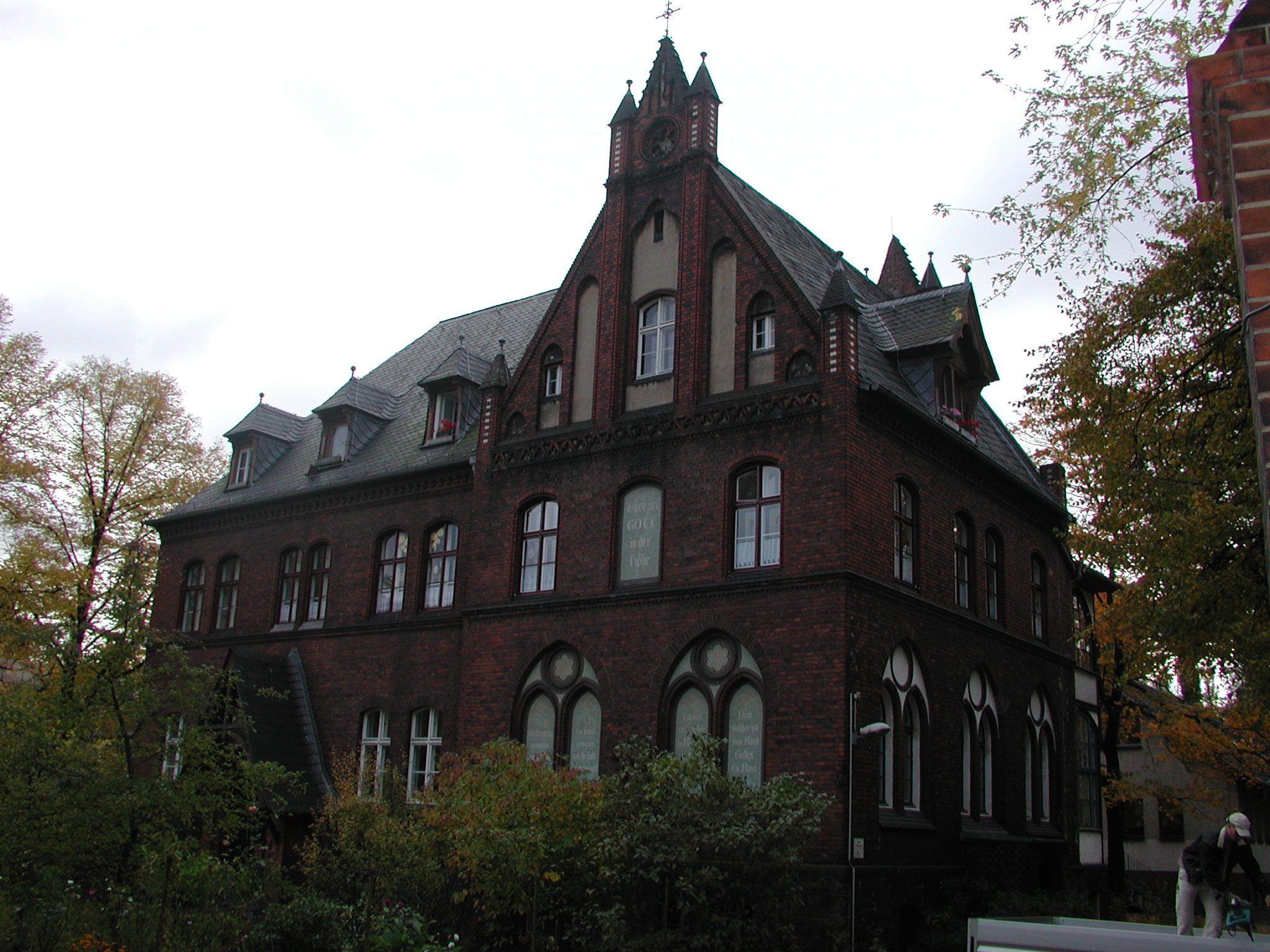
Vue de la maison paroissiale
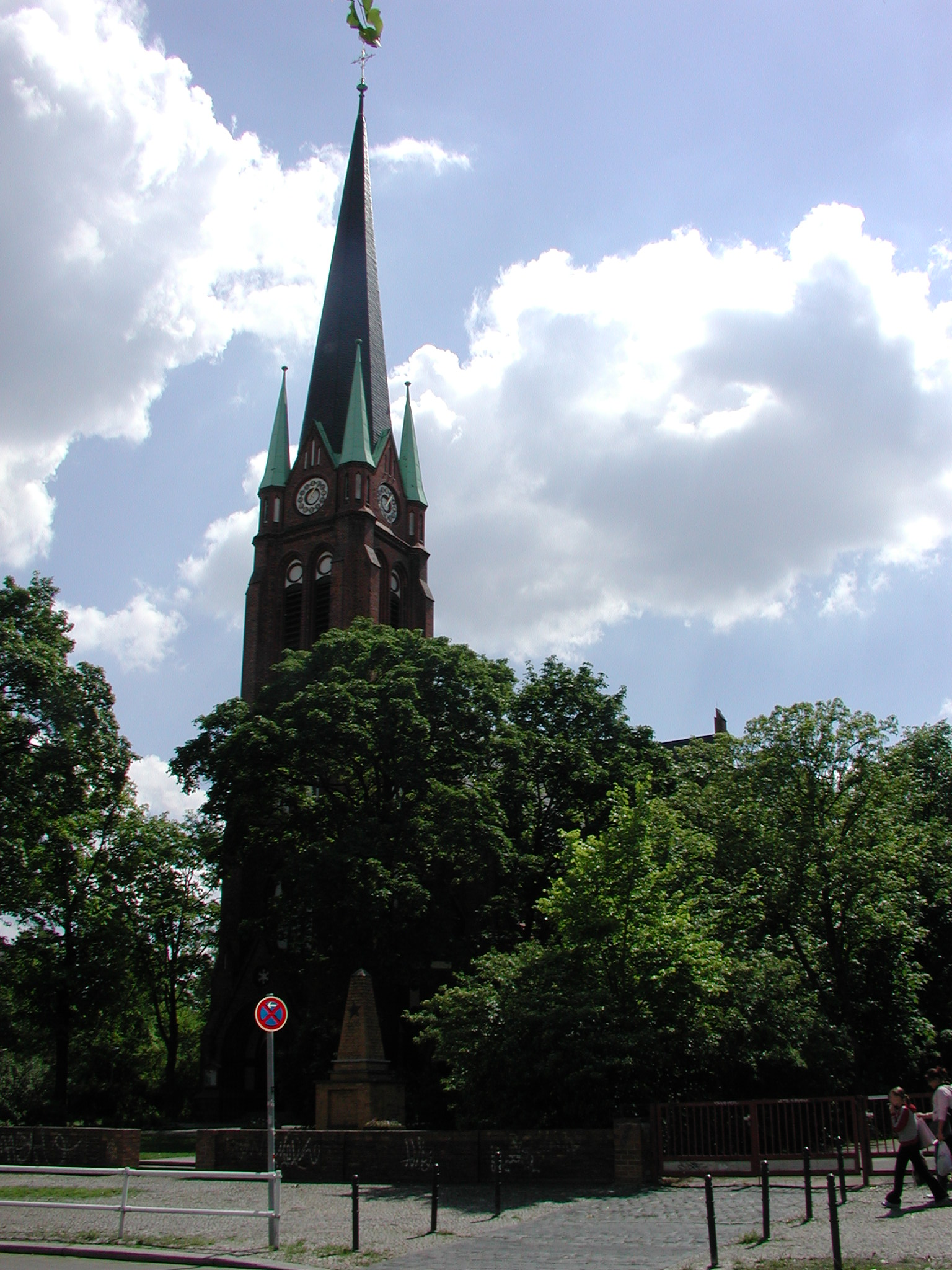
Vue de l'église en mai 2007

## Notes

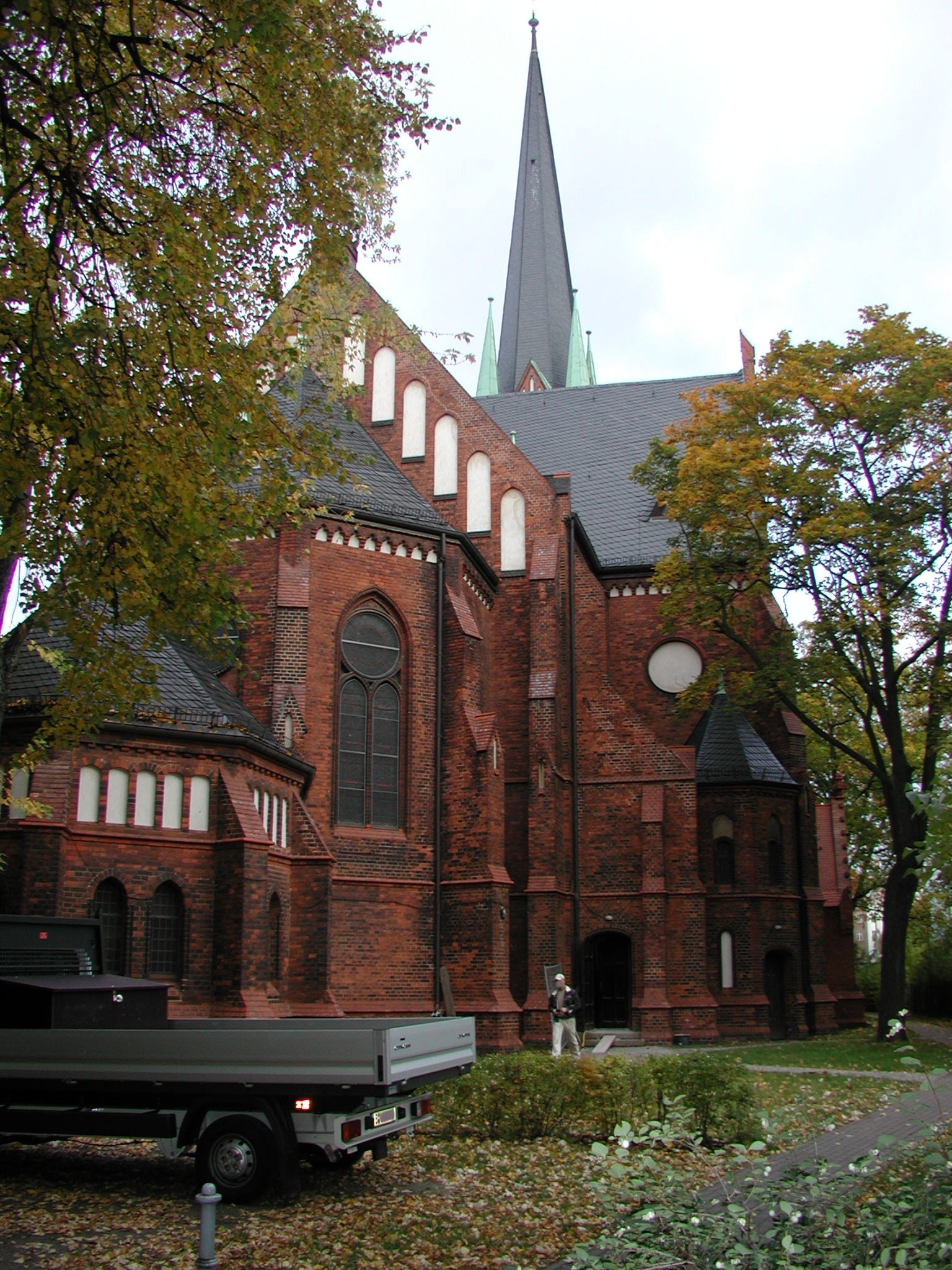
Vue de l'abside pendant des travaux de restauration